# K2 (serbische Band)
K2 war ein serbisches Europop-Duo.

## Historie
Die Schwestern Aleksandra und Kristina Kovač gründeten 1990 das Duo K2 (von Kovač × 2). Kurz nach ihrer Gründung wurden sie vom Londoner Plattenlabel „Mismanagement“ unter Vertrag genommen. 1993 engagierte Errol Brown die Schwestern als Vorband und Backgroundsängerinnen für seine Tournee. Sie kehrten 1995 nach Belgrad zurück und veröffentlichten ihr Debütalbum K2 – Ajmo u Zivot, das in ihrer Heimat Platz 1 der Charts erreichte, ein Jahr später folgte das zweite Album Malo Soula („A Little Bit of Soul“). Das Duo bot eine Mischung aus Europop und R’n’B.
1997 unterzeichneten die Schwestern einen Vertrag bei EMI, um ein Album für den spanischen Markt aufzunehmen. Dieses wurde 1998 unter dem Titel Vamos de Fiesta veröffentlicht. Danach löste sich das Duo auf, weil Aleksandra eine Karriere als Solokünstlerin beginnen wollte.

## Diskografie
- 1995: K2 - Ajmo u Zivot
- 1996: Malo Soula
- 1998: Vamos de Fiesta